# Helena Valley Northeast
Helena Valley Northeast é uma Região censo-designada localizada no estado americano de Montana, no Condado de Lewis and Clark.

## Demografia
Segundo o censo americano de 2000, a sua população era de 2122 habitantes.

## Geografia
De acordo com o United States Census Bureau tem uma área de
132,9 km², dos quais 121,2 km² cobertos por terra e 11,7 km² cobertos por água.

## Localidades na vizinhança
O diagrama seguinte representa as localidades num raio de 12 km ao redor de Helena Valley Northeast.